# Aida Palicio Fernández
Aida Palicio Fernández (Oviedo, 13 de octubre de 1995) es una exjugadora de balonmano que jugaba de lateral en el Lobas Global Atac Oviedo.

## Trayectoria
Aida Palicio comenzó a jugar al balonmano en su colegio, el Germán Fernández Ramos, dentro de las escuelas deportivas del Oviedo Balonmano Femenino. Ya en el 2008–09 fue nombrada como mejor jugadora asturiana. Fue subiendo por todas las categorías y debutó con el primer equipo con 15 años, en el año 2010. En los años siguientes disputó tres fases de ascenso a la máxima categoría, con más de 500 goles a sus espaldas, consiguiendo el ansiado ascenso el 2 de mayo de 2015.
Debutó en la Liga Guerreras Iberdrola en la temporada 2015–16 y, tras no conseguir la permanencia en la categoría más alta del balonmano español, al año siguiente salió a estudiar con el programa Erasmus a Alemania.
A su vuelta fichó (junto a Raquel Caño) por el Mavi NT de Gijón, donde estuvo 5 años, consiguiendo el mayor éxito de la historia del club, la Copa de S.M. La Reina en la temporada 2017–18 y la primera clasificación europea de la historia del equipo gijonés. Se mostró como una sólida goleadora desde el exterior y, en la temporada 2020–21, se proclamó máxima artillera de la Liga.
Aida rechazó la renovación con La Calzada tras la temporada 2021–22 (al no poder compatibilizar su dedicación a un equipo de máxima categoría con su otro perfil profesional, el de full-stack) para volver a Oviedo y jugar la 2022–23, a la postre la del retorno a División de Honor, con el Lobas Global Atac Oviedo. Aida estuvo en los dos ascensos del Oviedo a la máxima división. Tras el último partido del playdown de descenso de la 2023-24 (dónde anotó 92 goles en total) anunció su retirada de la competición profesional, con 28 años. El dorsal número 2 del Oviedo fue retirado en el homenaje de despedida.

### Clubes
- 2010–16: Jofemesa Oviedo
- 2016–17: Mössingen
- 2017–22: Balonmano La Calzada
- 2022–24: Lobas Global Atac Oviedo

#### Datos(a fecha de junio de 2024):[10]
| Liga     | Liga  | Copa     | Copa  | Europa   | Europa |
| Partidos | Goles | Partidos | Goles | Partidos | Goles  |
| -------- | ----- | -------- | ----- | -------- | ------ |
| 168      | 731   | 21       | 91    | 0        | 0      |

### Selección española
La jugadora era una de las habituales en las Guerreras Junior, compitiendo en el Campeonato de Europa de Dinamarca de 2013 de la categoría y, en dos ocasiones, el Torneo Internacional 4 Naciones. Fue además  internacional con la selección universitaria de la mano de Susana Pareja, donde compartió vestuario con Emma Boada, Maddi Aalla, Esther Arrojería,... y terminaron en quinta posición. Tras una gran temporada en La Calzada fue llamada para una concentración con la selección absoluta en 2022 por José Ignacio Prades.

## Palmarés
- 1 x Copa de la Reina (2018)
- 1 x División de Honor Oro (2022-23)

### Distinciones individuales
- Mejor promesa de la campaña 2015–16[16]
- 7 ideal de la temporada 2020–21[16]
- Máxima goleadora en la temporada 2020–21[17]
- Guerrera de la Jornada (Temporada 2021–22, jornada 5)[18]
- Premio a la trayectoria «Jugamos por la igualdad. No al machismo» del Principado.[19]
- Mejor jugadora del Principado de Asturias (2017–18)[20]
- Insignia de oro del Club Balonmano Oviedo (2024)[9]
- Premio Niké a la mujer deportista (2024)[21]

## Vida
Aida es profesional de la informática y se desenvuelve como Full Stack.